# Tramway de Valenciennes
Le tramway de Valenciennes est un système de transport en commun en site propre desservant Valenciennes et son agglomération, dans le département du Nord et la région Hauts-de-France. Depuis 2014, il est composé de deux lignes avec au total 33,8 km de voies et 48 stations.
Le réseau moderne, qui réintroduit le mode tramway après son abandon en 1966, est lancé le 3 juillet 2006 avec l'ouverture d'un premier tronçon de 9,5 km et 19 stations entre Université et Dutemple,,. Il a été prolongé de Dutemple à Denain Espace Villars le 31 août 2007. La seconde ligne entre Vieux-Condé Le Boulon et Université est inaugurée le 24 février 2014.
Le tramway de Valenciennes est intégré aux transports en commun de Valenciennes, sous marque commerciale Transvilles. Il appartient au Syndicat intercommunal de mobilité et d'organisation urbaine du Valenciennois (SIMOUV), autorité organisatrice du réseau Transvilles. Depuis le 1er janvier 2023, l'exploitation et la maintenance sont assurées, dans le cadre d'une délégation de service public, par Keolis et sa filiale Keolis Hainaut Valenciennois.

## Histoire

### L'ancien réseau (1881-1966)
Grâce à l'action de la Société des Tramways de Valenciennes à Anzin et extensions (créée en 1880), puis de la  Société des Chemins de Fer Economiques du Nord (CEN), créée à l'initiative du baron belge Empain en 1884, Valenciennes (qui compte alors environ 30 000 habitants) et le Valenciennois disposèrent d'un important réseau de tramway à voie métrique, à traction vapeur dans un premier temps, puis, à compter de 1913, à traction électrique,.
Ce réseau, concédé depuis 1923 par la Ville de Valenciennes (sauf le tronçon Denain et Lourches, concédé par cette commune) et qui subit les destructions des deux guerres mondiales et la concurrence routière, ferme définitivement en 1966.

### Le retour du tramway

Carte animée de l'évolution des infrastructures ferroviaires de l'agglomération de Valenciennes, dont celles des anciens et actuels tramways, de 1880 à nos jours.

L'offre de transport collectif du Valenciennois, sensiblement inférieure à celle d'autres agglomérations dotées d'un périmètre de transports urbains comparable, montrant ses limites, de nouvelles techniques de transports sont étudiées dans les années 1990. En 1992, le SITURV prend connaissance d'une étude réalisée par l'INRETS attirant l'attention sur les risques de saturation de l'agglomération à l'échéance 2010 si aucune action corrective n'est menée. Après l'hypothèse de la création d'un VAL, la création d'un transport sur site propre est envisagée.
En 1994 sont lancées les premières études pour la création d'un tramway, qui font l'objet d'une concertation avec la population entre 1995 et 1996, et sont suivies de nouvelles études en 1997.
Le projet est pris en considération par l'État en février 1998 et le SITURV, l'autorité organisatrice de transports formé par les communautés d'agglomération de Valenciennes Métropole et de la Porte du Hainaut décide la création de la première ligne en mars 1998.
Outre des problématiques habituelles d'amélioration de l'offre de transport en commun et de report modal des transports, l'un des objectifs de la réalisation du tramway était de contribuer à changer l'image du Valenciennois, héritée d'un passé marqué par une industrie lourde disparue, et de favoriser sa cohésion urbaine, en désenclavant des quartiers populaires, notamment La Briquette et Dutemple, ainsi qu'une ancienne friche industrielle, la Croix d'Anzin, afin de favoriser sa reconversion.
La seconde ligne de tramway est étendue en février 2014 vers le pays de Condé.

## Réseau actuel

### Aperçu général

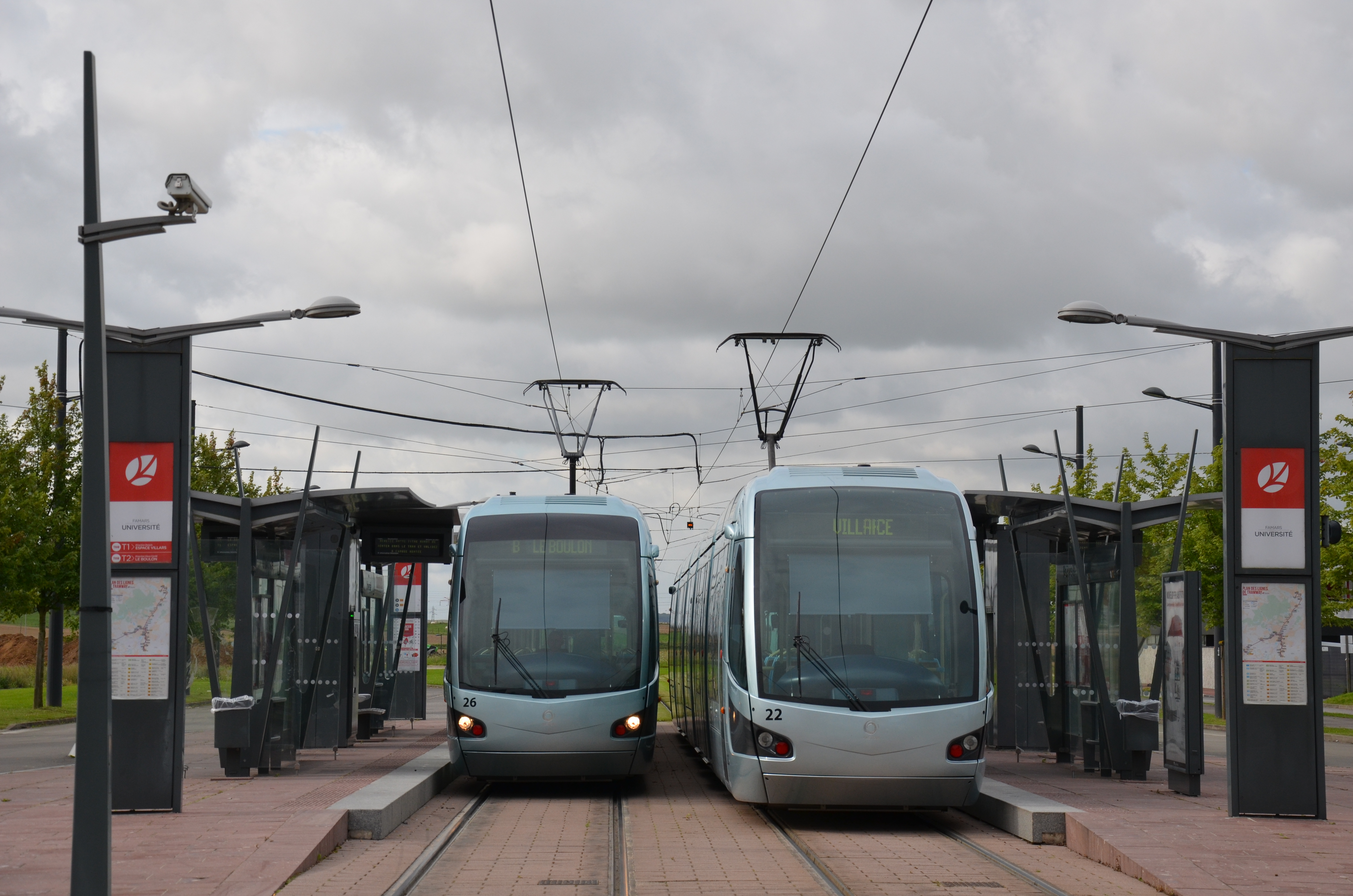
Station Université, Terminus des lignes T1 et T2.

La ligne 2 est un projet qui a vu le jour sous le nom de lignes C et D. Longues de 32 kilomètres et en forme de V, elles auront un caractère transfrontalier, en desservant, au nord-est de l'agglomération Vieux-Condé, Condé-sur-l'Escaut, Fresnes-sur-Escaut, Escautpont, Bruay-sur-l'Escaut, Anzin, Valenciennes, puis, repartant au nord-est vers la Belgique, Saint-Saulve, Onnaing, Quarouble, Quiévrechain et Crespin.
La gare de Quiévrain, envisagée un temps comme terminus de la ligne, serait uniquement desservie par une navette bus depuis le terminus du tram à la gare de Blanc-Misseron, située à Crespin.
En gare de Quiévrain, desservie par la ligne ICF du réseau Intercity de la SNCB, les voyageurs pourront poursuivre leur déplacement vers Mons et le reste du réseau ferroviaire belge. Cette double correspondance découragera les liaisons transfrontalières entre le Valenciennois et le Hainaut Belge, aujourd'hui essentiellement assurée par des axes routiers saturés, et notamment les autoroutes A2/A7.
C'est ce qui explique que les deux lignes soient présentées par le SITURV comme un élément d'une offre de transports transfrontaliers reliant Valenciennes, mais également le sud du département du Nord (Douai et Cambrai, en particulier), aux villes belges de Bruxelles et Charleroi, ce qui nécessiterait la mise en place d'outils favorisant le report modal des automobilistes.

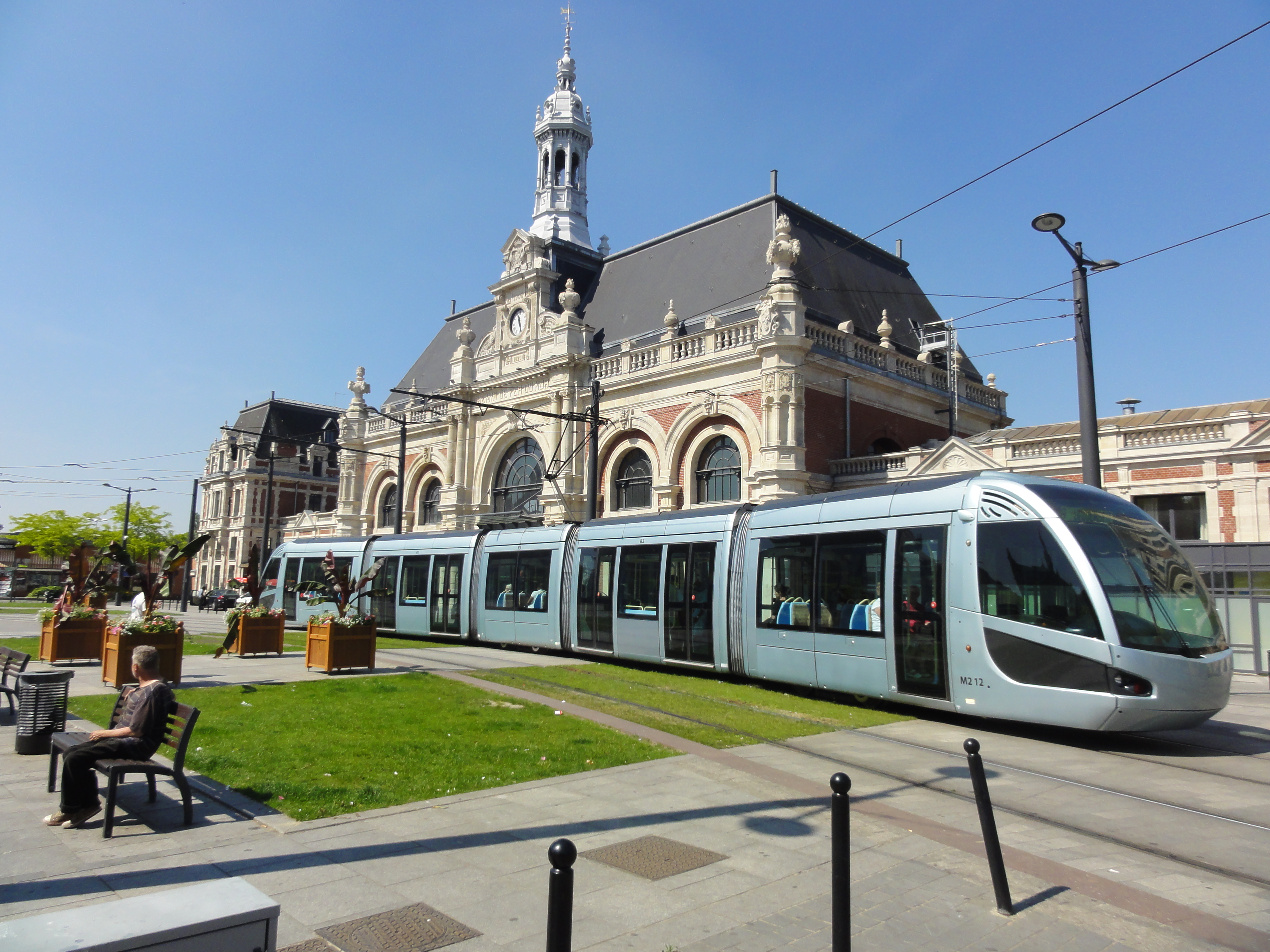
Tramway devant la gare de Valenciennes

La ligne D prendrait ainsi la place de la réouverture de la ligne de Douai à Blanc-Misseron, sur sa section de Valenciennes à la frontière, limitée à sa section belge en 1964, et qui était prévue, pour 58 millions d'euros, dans le cadre du contrat de plan État-région 2007-2013, avant d'être abandonnée par Jean-Louis Borloo, alors président de la Communauté d'agglomération Valenciennes Métropole et ministre de l'Écologie, de l'Énergie, du Développement et de l'Aménagement durables, les financements prévus étant reportés sur la création de la ligne D du tramway de Valenciennes.
Début juillet 2011, la phase III a été déclarée d'utilité publique. Les termes Ligne C et ligne D n'existent plus, on parle simplement de ligne 2, qui est en revanche toujours subdivisée en phases III et IV. Les travaux doivent débuter en août 2011. Le coût de la phase III est de 103 millions d'euros, celui de la phase IV de 52 millions d'euros, pour un coût total de la ligne 2 estimé à 155 millions d'euros. L'État apporte deux subventions : une de 25,3 millions d'euros au titre de l'agence de financement des infrastructures de transport et une de 21 millions d'euros au titre du contrat de plan État-Région.
En mai 2013, la phase IV est annoncée comme étant abandonnée; un bus à haut niveau de service la remplacera à l'horizon 2015.
La réalisation de ces lignes est également prévue en deux phases.

### Phase III - Ligne T2

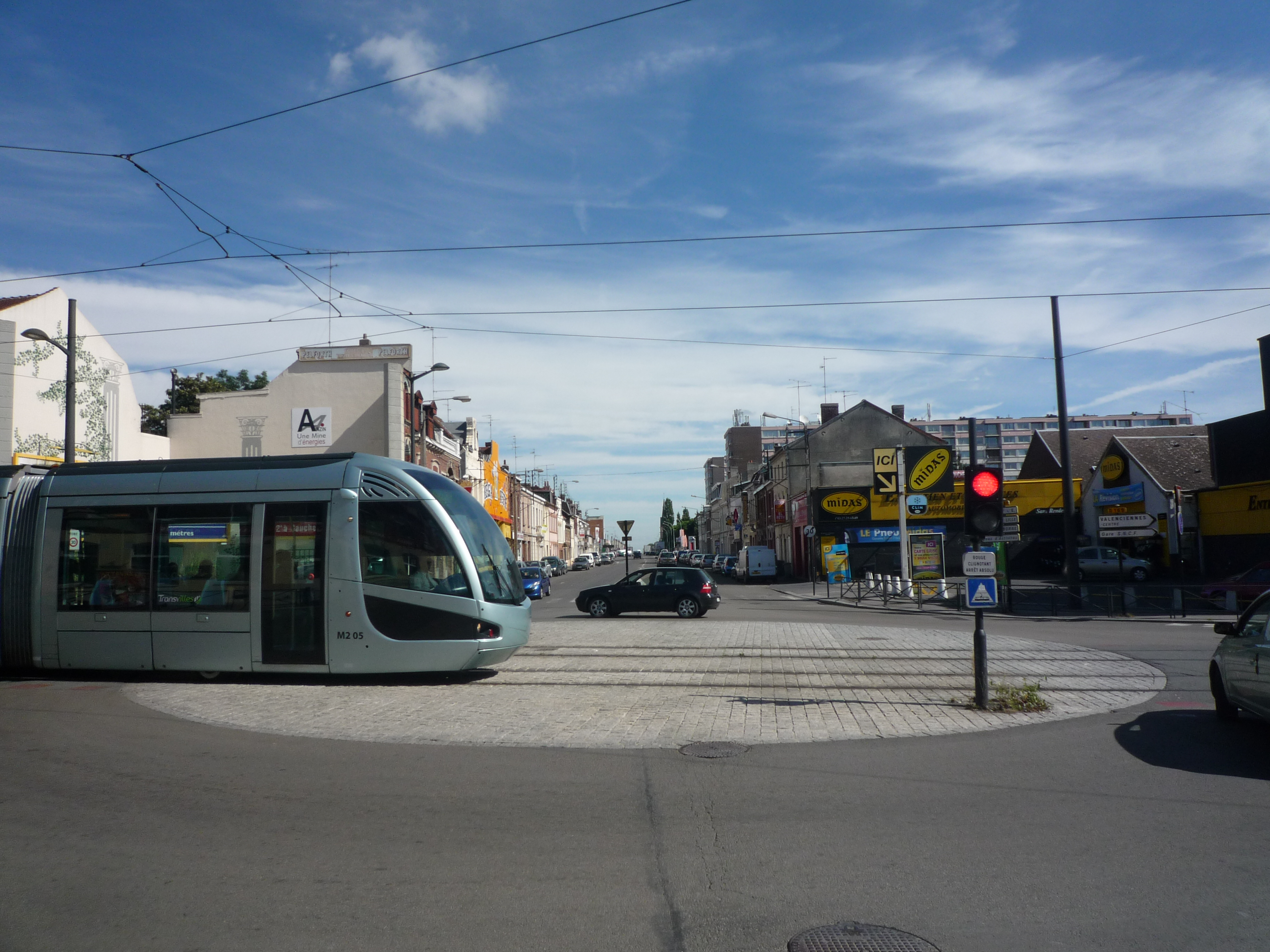
Croix d'Anzin, fin du tronc commun des lignes T1 et T2.

La ligne T2 (originellement C) du tramway d'Anzin à Vieux-Condé est surnommée le « tramway du Pays de Condé ». Elle est à voie unique avec des évitements dans les stations. Elle traverse sept communes pour 23 stations. Elle est en service depuis le 24 février 2014. Les 15,5 km de la T2 partent de la Croix d'Anzin jusqu'au Boulon de Vieux-Condé. Jusqu'au dimanche 2 mars, les habitants de l'arrondissement ont pu emprunter la nouvelle ligne gratuitement.

#### Évolutions du projet
La concertation en vue de l'élaboration a commencé début 2007. Le projet présenté consistait à réaliser une liaison tramway à voie unique de treize à quatorze kilomètres le long de la RD 935A, comprenant 23 stations et desservant Valenciennes, Anzin, Bruay-sur-l'Escaut, Escautpont, Fresnes-sur-Escaut, Condé-sur-l'Escaut, Vieux-Condé, pour un coût évalué de 70 à 90 millions d'euros (mais uniquement pour la plateforme et le matériel, ce coût ne comprenant pas la restructuration de la voirie « de façade à façade »). Toutefois, le budget du projet n'a pu être bouclé, une dizaine de millions n'ayant pu être réunis.
En 2008, le coût du projet est désormais évalué à 188 millions, comprenant également la restructuration de la voirie, « de façade à façade », la rénovation du pont ferroviaire de la Bleuse-Borne, sous maîtrise d'ouvrage de RFF.
En 2008-2009, le SITURV envisage la création de la ligne C par un trolleybus en site propre à guidage optique, de 130 voyageurs par véhicule, sous le nom de Valway.
Le coût du projet serait de 120 à 150 millions d'euros, pour les deux phases de la ligne, soit un budget réduit de 30 % par rapport à la solution du tramway classique. L'État annonce le 30 avril 2009 qu'il subventionnera le projet de 25,3 millions d'euros, en vue d'une mise en service escomptée à la rentrée 2011. Comme pour la solution tramway, le site propre envisagé, de quatre mètres d'emprise, serait à voie unique, le croisement des véhicules se faisant dans les stations. Le calendrier suivant est alors énoncé :

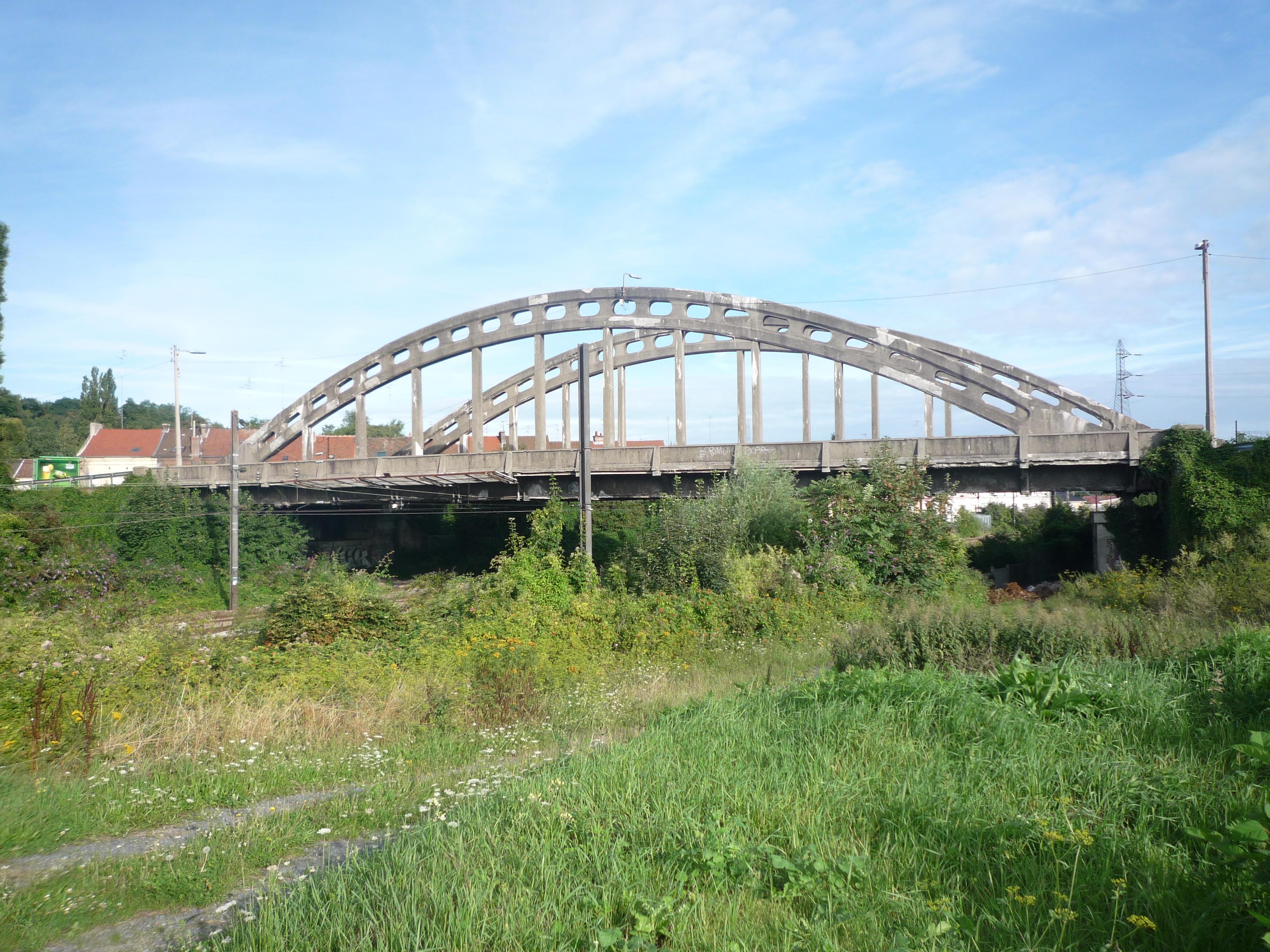
Le pont de la Bleuse-Borne à Anzin.

- Juin 2009 : Approbation du dossier définitif
- Novembre 2009 : Déclaration d'utilité publique
- Début 2010 :  Démarrage des travaux
- Septembre 2011 :  Mise en service commercial

La solution Valway est abandonnée et, le 18 janvier 2010, Francis Decourrière, président du SITURV, annonce le retour à la solution du tramway circulant sur une voie unique, avec des évitements aux stations. Cela impose la construction d'un nouveau pont ferroviaire, pour doubler celui de la Bleuse Borne à Anzin. Une mise en service commercial est alors escomptée vers 2013.
Les travaux de voirie et d'aménagement du site propre commenceront réellement au début de septembre, avec une date symbolique, la pose du premier rail le 16 septembre 2011 à Condé-sur-l'Escaut.

Tracé de la ligne T2 hors tronc commun avec le T1.

| Lignes | Nombres de tramways | Nombres de stations | Entrée en service | Service             |
| ------ | ------------------- | ------------------- | ----------------- | ------------------- |
| T1     | 21                  | 27                  | 3 juillet 2006    | toujours en service |
| T2     | 9                   | 23                  | 24 février 2014   | toujours en service |

### Phase IV  - Ligne D

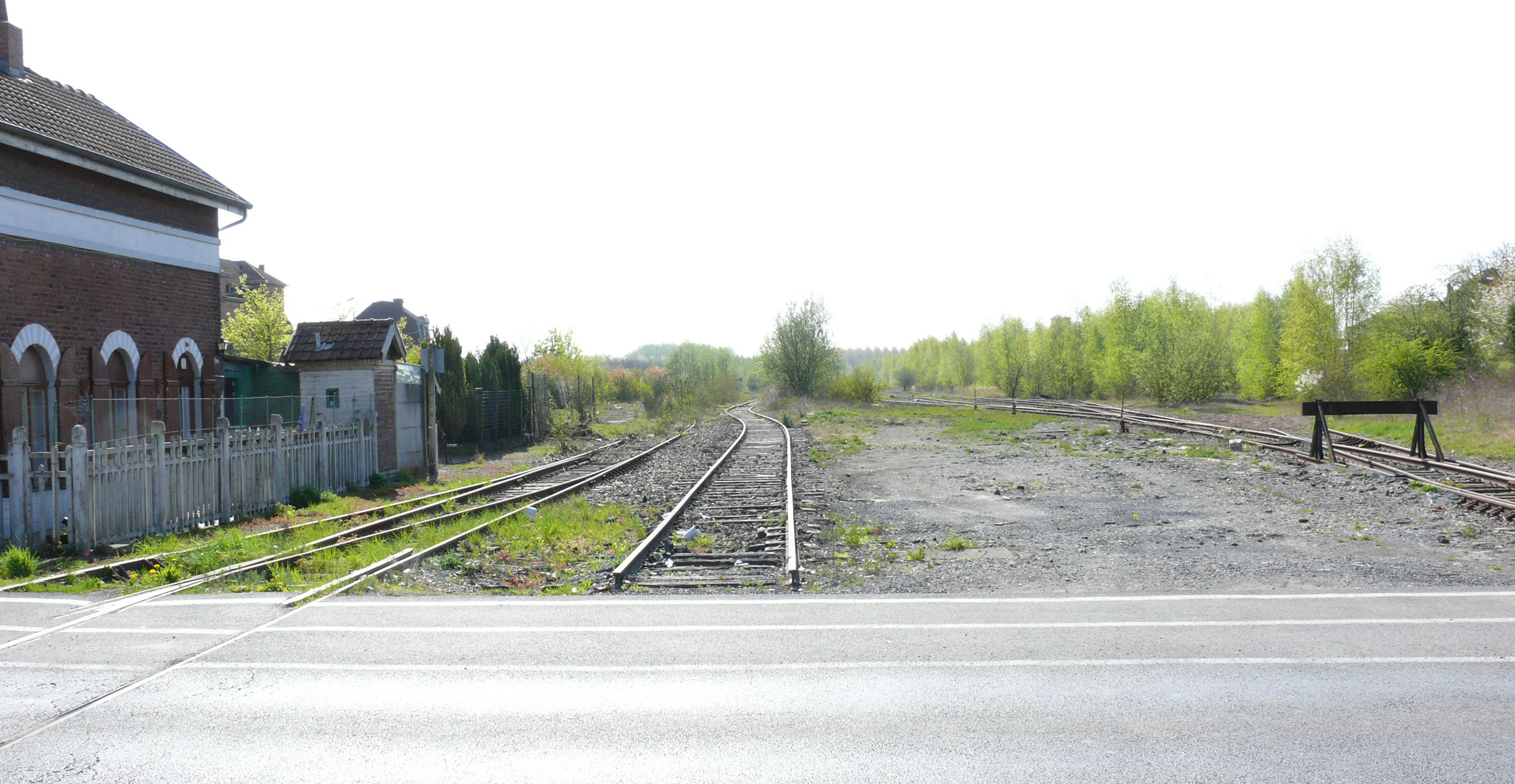
La ligne D réutiliserait une partie des emprises de la ligne de Douai à Blanc-Misseron, jusqu'à la gare de Blanc-Misseron.
On la voit ici en France, à Quiévrechain, peu avant la frontière belge

L'extension de la ligne 2 du tramway, Valenciennes - Crespin, envisagée comme alternative à la réouverture de la ligne ferroviaire de Douai à Blanc-Misseron (appelée ligne 97 en Belgique), se fera ultérieurement. Au départ du projet, elle devait atteindre Quiévrain, mais les velléités d'établir un tramway transfrontalier ont été abandonnées.
D'une longueur de 12,5 kilomètres, cette liaison à voie unique traversera Valenciennes en partant d'un débranchement sur la ligne A au niveau de la place du Marché aux Herbes jusqu'à la place Poterne où un pôle d'échanges sera implanté, par un itinéraire à définir. Elle traversera ensuite Saint-Saulve, Onnaing, Quarouble, Quiévrechain et Crespin. Elle empruntera alors majoritairement l'axe central de l'ancienne RN 30, jusqu'à l'entrée d'Onnaing, puis bifurquera pour longer la plate-forme de l'ancienne liaison internationale Valenciennes – Mons jusqu'à la gare de Blanc-Misseron (située à Crespin),.

## Matériel roulant

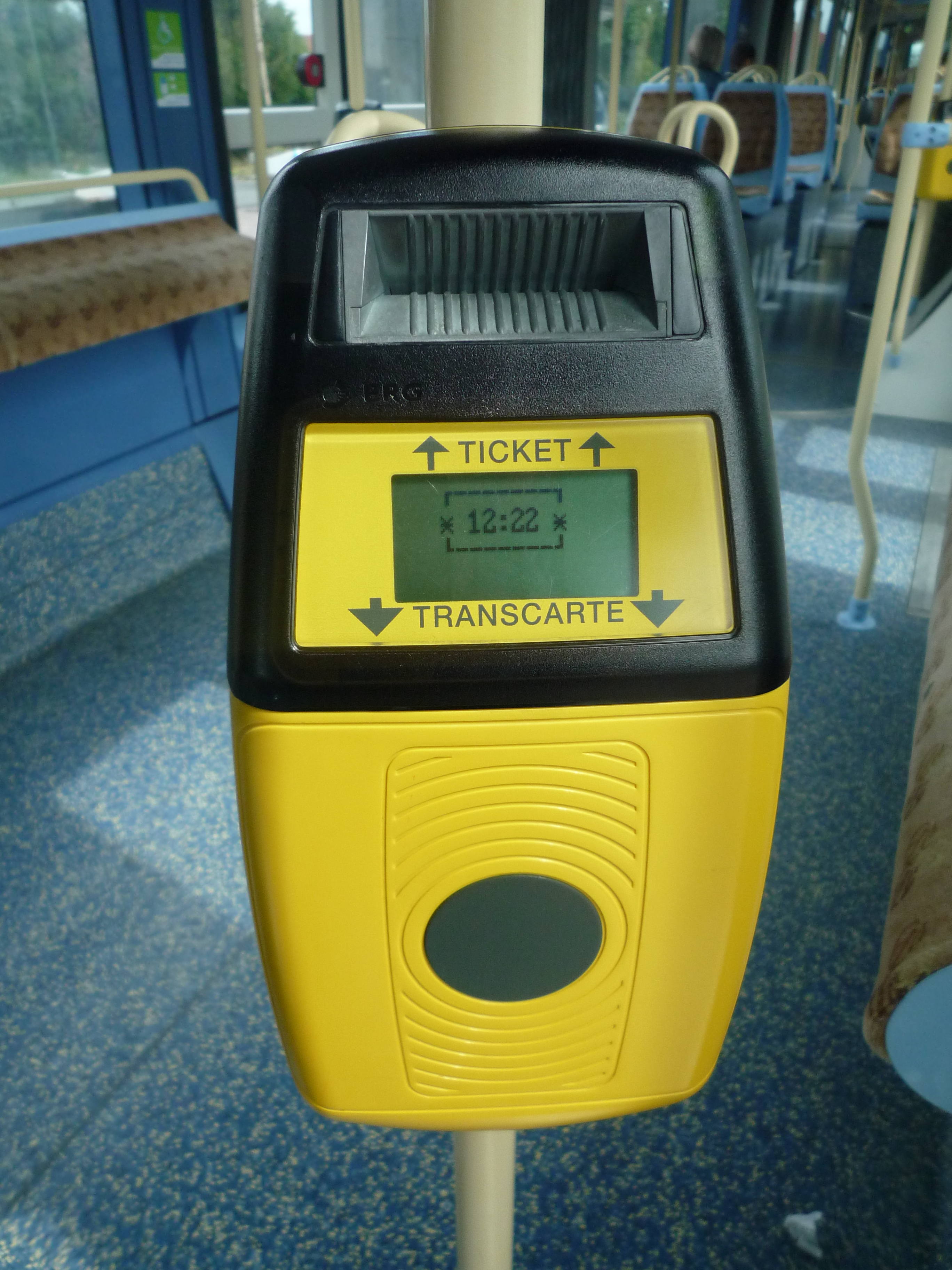
Composteur de billets du tramway, jusqu'au 8 juillet 2018, avec l'utilisation d'un ticket Transval ou d'une carte Transvilles. Depuis le 9 juillet 2018, le règlement se fait par carte « Pass Pass ».

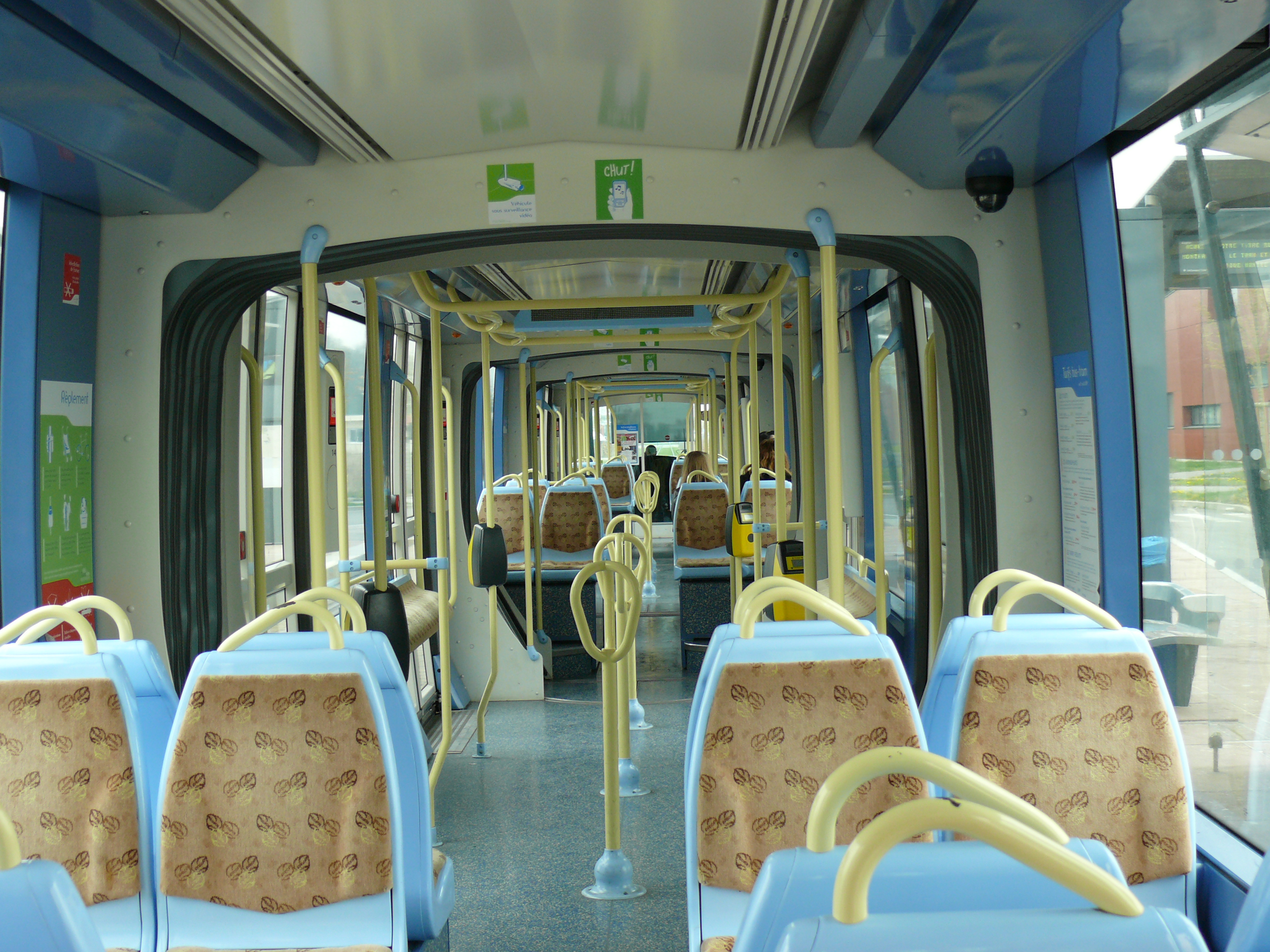
Aménagement intérieur des rames.

Le réseau a acquis 30 rames Alstom Citadis type 302, mesurant 33 mètres de long dans leur version de base et comportant cinq éléments de caisse sur trois bogies. La largeur est de 2,40 mètres. Deux bogies sont moteurs aux extrémités, le troisième situé sous la nacelle centrale est porteur.
Les bogies appelés bogies « arpège » possèdent des essieux coudés pour faciliter le passage du plancher bas entre les roues. Les moteurs de traction sont situés à l'extérieur des roues. Il y a un moteur par roue, soit huit pour les deux bogies moteurs. Ces bogies ont un faible débattement (environ 11 centimètres) ce qui limite l'emprise des roues insérées dans la caisse.
L'alimentation se fait par pantographe situé au centre de la rame. La tension d'alimentation est de 750 volts à courant continu.
Les tramways utilisent la chaine de traction ONYX créée par Alstom. Le courant continu est ondulé en courant alternatif pour alimenter les moteurs de traction. Tous les appareils électriques sont placés sur le toit des véhicules. Cette disposition libère le plancher et assure un meilleur refroidissement des composants du système de traction.
Le plancher est bas sur toute la longueur de la rame. Il occupe toute la largeur, mais se rétrécit au passage des roues, sur lesquelles se trouvent des sièges.
Chaque rame peut transporter jusqu'à 295 personnes dont 48 assises et circule à 30 km/h de vitesse commerciale en moyenne.
Le SITURV a choisi le cabinet And Partenaires, pour concevoir le design des extrémités avant de la caisse et de l'intérieur du tramway. Le choix des couleurs extérieures et intérieures a été fait en fonction de l'architecture et du climat de Valenciennes.
Les rames sont entretenues dans le dépôt de Saint-Waast, un dépôt de 14 500 m2 situé près de la station Saint-Waast. Doté de dix voies de remisage et de sept voies de maintenance, il a été conçu par l'architecte Jacques Ferrier et le bureau d'études SETEC. Le poste de commandement de la ligne s'y trouve également. La maintenance des rames est assurée par le constructeur Alstom.
Depuis le lundi 9 juillet 2018, Transvilles a changé son système de billetique, il adopte désormais la carte Pass Pass. Ainsi, composteurs, distributeurs et tarifs sont changés.

## Projets de développement
En fonction de la situation démographique et économique de la région et des hypothèses de développement envisageables, les extensions suivantes peuvent être envisagées :
- Prolongement de Valenciennes à Marly (Hôtel de ville) orienté vers les Dix Muids. Ce prolongement est possible par l'avenue Henri Barbusse ou l'avenue Jean Jaurès.
- Prolongement de Denain à Douchy-les-Mines : le terminus de la ligne A dans l'Espace Villars à Denain donne la bonne orientation vers la commune de Douchy-les-Mines.
- Prolongement d'Anzin vers Raismes puis Saint-Amand-les-Eaux : ce prolongement est possible par l'avenue Anatole-France jusqu'à la place de Raismes, et est proposé depuis 2007 par la Communauté d'agglomération de la Porte du Hainaut[30].
- Prolongement de Crespin vers Quiévrain : ce prolongement est possible en continuant d'emprunter la plate-forme de la ligne internationale.
- Prolongement de Denain jusque le carreau de la fosse Arenberg de Wallers, en utilisant l'ancien embranchement minier, demandé en 2007 par la Communauté d'agglomération de la Porte du Hainaut lorsque des activités se seront installées sur le carreau de fosse, afin de réaliser une liaison rapide[30]. Cette ligne permettrait de desservir Haveluy, Bellaing et le quartier Arenberg de Wallers, situé de trois à quatre kilomètres de la gare de Wallers.